# Borrego Springs (Kalifornija)
Borrego Springs je naseljeno područje za statističke svrhe u američkoj saveznoj državi Kalifornija. Prema popisu stanovništva iz 2010. u njemu je živjelo 3,429 stanovnika.